# Lophuromys machangui
Lophuromys machangui — вид родини мишеві.

## Морфологія

### Опис
Вид можна відрізнити від інших членів групи favopunctatus в Танзанії (у тому числі L. sabunii з сусіднього плато Уфіпа), багатофакторним аналізом черепних особливостей.

### Морфометрія
Вага 38—84 (в середньому 52.3) мм, довжина голови й тіла 105—137 (123.4) мм, довжина хвоста 24—81 (64.3) мм, довжина задньої ступні 17.6—22.7 (20.9) мм, довжина вух 13.4—19.1 (16.9) мм.

## Поширення
Це єдиний вид Lophuromys, який живе в південній Танзанії на горі Рунгве у різних лісових і чагарникових середовищах проживання вище 2000 м, а також в північній Малаві і Мозамбіку. 